# Râul Schit
Râul Schit  (numit și Râul Coman) este un curs de apă, afluent al râului Tazlăul Mare. . 

## Hărți
- Harta munții Tarcău
- Ovidiu Gabor - Economic Mechanism in Water Management ][nefuncțională]